# Möllenbeck (Meseta de Lagos de Mecklemburgo)
Möllenbeck es un municipio situado en el distrito de Meseta de lagos de Mecklemburgo, en el estado federado de Mecklemburgo-Pomerania Occidental (Alemania), a una altitud de 90 metros. Su población a finales de 2016 era de 700 habs. y su densidad poblacional, 20 hab/km².
Se encuentra a poca distancia al norte de la frontera con el estado de Brandeburgo.